# Blick in den Chorumgang von St. Bavo in Haarlem

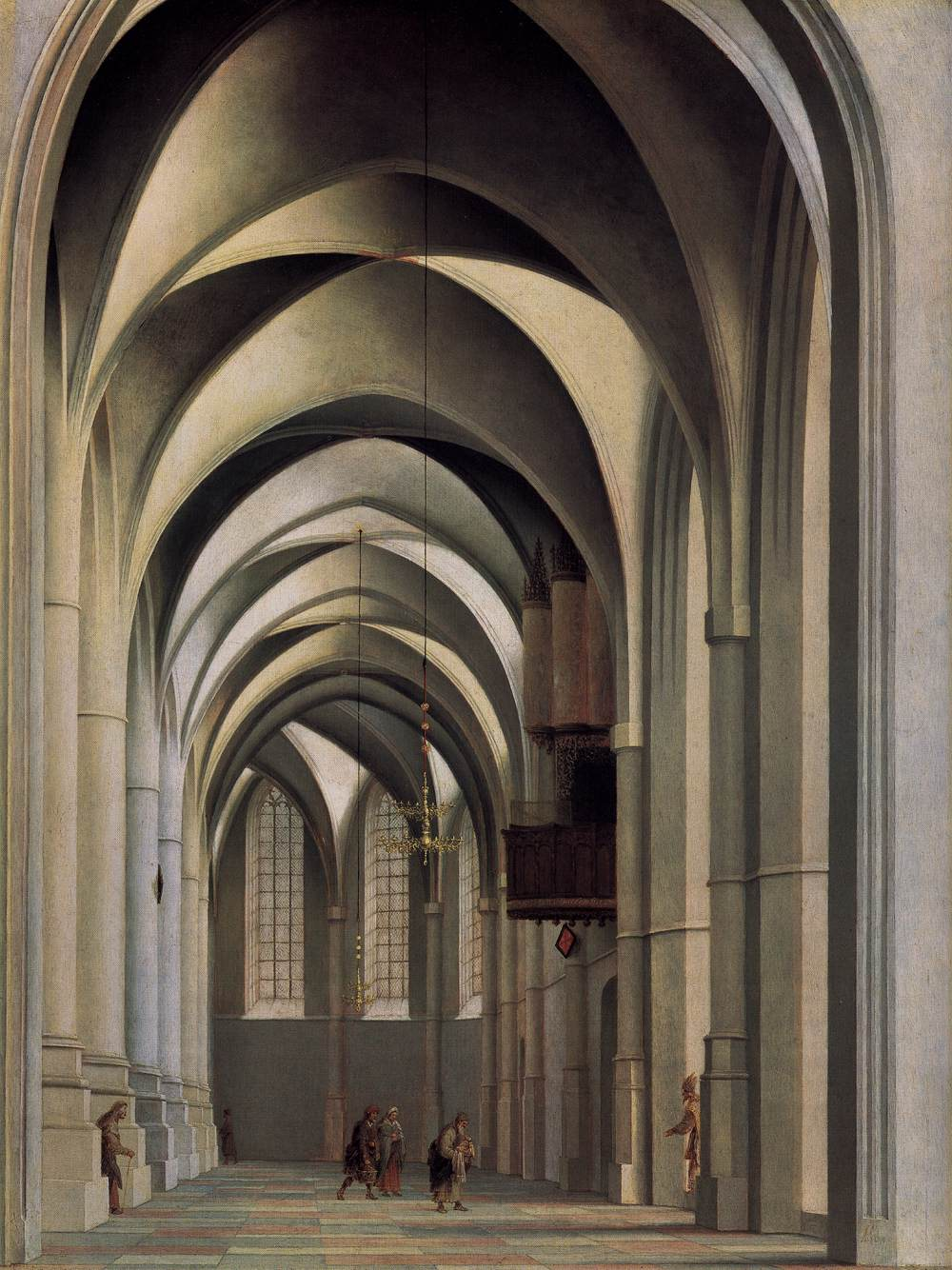
Blick in den Chorumgang von St. Bavo in Haarlem, Gemälde von Pieter Jansz. Saenredam, 1635

Blick in den Chorumgang von St. Bavo in Haarlem ist der Titel eines Gemäldes des niederländischen Malers Pieter Jansz. Saenredam aus dem Jahre 1635. Im Gegensatz zur damals üblichen Architekturmalerei anderer Künstler der Epoche schuf Saenredam exakte Bilder, die wissenschaftlich genau der Realität entsprachen. Seit 1874 gehört es zum Bestand der heutigen Berliner Gemäldegalerie und wird seit 1998 in den Räumen der Galerie im Berliner Kulturforum ausgestellt.

## Bildinhalt und Deutung
Das Bild hat das Hochformat 48,2 mal 37,1 cm und ist mit Ölfarbe auf eine Eichenholztafel gemalt worden. Es stellt perspektivisch exakt den spätgotischen südlichen Chorumgang der Haarlemer St.-Bavo-Kirche dar. Der vordere Eingangsbogen des Chores ist leicht nach links aus der senkrechten Symmetrieachse gerückt und am oberen Bildrand angeschnitten. Mittig leicht rechts befindet sich eine Orgelempore. Darunter stellen Staffagefiguren eine biblische Szene im Tempel von Jerusalem nach, um den Raumzusammenhang Kirche – Tempel zu verdeutlichen. Die Figuren stammen nicht von Saenredam, sondern wurden später hinzugefügt. Die Ausstattung des Bildes ist auf die reine Architektur reduziert, nur die Orgelempore, zwei hängende Kerzenleuchter und zwei Totentafeln an den Pfeilern. Der Wechsel zwischen Licht und Schatten findet im Gewölbebereich statt. Charakteristisch für Saenredams Spätwerk ist die weiß-gelbliche Farbigkeit, die in diesem Gemälde deutlich wird. Zwei Vorzeichnungen zu diesem Bild befinden sich im Londoner Courtauld Institute of Art, Witt College und im Gemeentearchief Haarlem.

## Provenienz und Ausstellung
Das Gemälde trägt an der Balustrade der Orgelempore die Bezeichnung P. Saenredam fecit und unten rechts am ersten Pfeiler P.S.A. 1635. Die Berliner Gemäldegalerie unter Wilhelm von Bode erwarb das Bild im Jahre 1874 zusammen mit der Sammlung Suermondt. Von 1887 bis 1937 war es an die Staatliche Galerie Halle ausgeliehen worden und hing danach im Kaiser-Friedrich-Museum. Nach dem Zweiten Weltkrieg verblieb es in den Berliner Westsektoren und wurde im Museum Berlin-Dahlem ausgestellt. Seit 1998 wird es in der neuen Gemäldegalerie am Berliner Kulturforum gezeigt.